# Marie Pape-Carpantier
Pour les articles homonymes, voir Pape (homonymie) et Carpantier.
Marie Pape-Carpantier, née Marie Carpantier à La Flèche le 10 septembre 1815 et morte à Villiers-le-Bel le 31 juillet 1878, est une pédagogue et féministe française. Liée aux mouvements fouriéristes, peut-être aussi à la franc-maçonnerie, elle combat la misère et l’injustice sociale, lutte pour l’éducation des filles, milite pour la question des femmes. Elle est révoquée en 1874 à l'age de 59 ans pour libre pensée. Elle rénove l'enseignement de la petite enfance et est ainsi la pionnière de l'enseignement pré-élémentaire en France. Elle a écrit des articles dans L'Économiste français, hebdomadaire économique fondé en 1862 par Jules Duval.

## Biographie
Lorsque Marie Joséphine Olinde Carpantier naît en 1815, La Flèche est une ville paisible qui s’ordonne autour de l’ancien collège des Jésuites que Napoléon a transformé en Prytanée militaire. C’est une ville où, selon Colette Cosnier, « il fait bon vivre dans ses maisons de tuffeau aux toits d’ardoises ». Ses parents y arrivent par les hasards de la vie militaire. Son père, André Carpantier, épouse Joséphine Rose. Ils ont deux enfants et Mme Carpantier est de nouveau enceinte en 1814. En 1815 à La Flèche, les Cent Jours voient éclater une insurrection royaliste au cours de laquelle André Carpantier est tué lors d’une fusillade. Il meurt le 21 mai. Sa femme va dès lors vivre dans la pauvreté, la douleur et la misère. Le 10 septembre à 8 h du soir naît Marie Joséphine Olinde. Afin de subvenir aux besoins de ses enfants, Joséphine Carpantier trouve un emploi de lingère à la « taillerie » du Collège royal et doit se résigner, faute de moyens pour payer une nourrice, à confier Marie à sa grand-mère, dentellière à Alençon jusqu’au moment où elle pourra aller à l’école.
Marie Carpantier revient à la Flèche à l’âge de quatre ans, mais elle n’aime guère l’école, entre autres à cause de la punition qu’elle a subie pour s'être battue avec une autre fillette. Elle a dû porter une robe de pénitence. Ceci l'a humiliée et elle n'a pas compris cette punition. À 11 ans, Marie Carpantier quitte l’école pour aider sa mère dans ses travaux de couture. Elle part dès lors en apprentissage de repasseuse puis de gantière. À l’époque, les enfants travaillaient dans les manufactures et il faudra attendre la loi du 22 mars 1841 pour qu’il soit interdit d’employer des enfants de moins de huit ans et des journées de huit heures pour les moins de douze ans.

## Dans l’institution éducative

### Les salles d'asile à l’époque de la loi Guizot

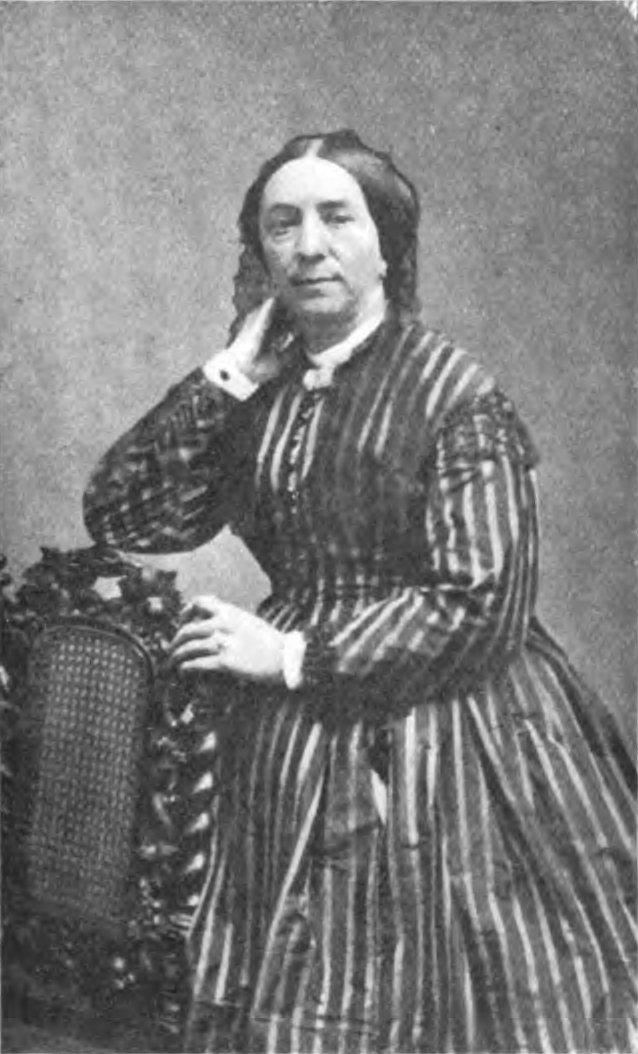
Marie Pape-Carpantier, photographie non datée.

En 1833, la loi Guizot oblige chaque commune à ouvrir une école primaire. La même année, Jean-Denis Cochin publie Le Manuel des salles d’asile. Ce manuel donne des conseils sur le fonctionnement de ces établissements, des modèles d’emploi du temps, etc. Ce projet d’ouverture des salles d’asile est destiné aux enfants de deux à six ans issus des milieux pauvres. Les salles ont à la fois pour but l’éducation des enfants et de libérer les femmes de la contrainte de garder leurs enfants. Ce projet est adopté sur le plan national. Cette institution est à l’origine de l’école maternelle. Déjà, en 1826, en France, une initiative féminine avait abouti à la création d’un établissement pouvant recevoir quatre-vingts enfants. Cependant, en 1833, les salles d’asile sont encore une invention récente et peu de villes en possèdent (9 à Paris et Strasbourg, 4 à Lyon, 1 à Chartres).
Dans la Sarthe, les municipalités multiplient les loteries, fêtes de charité afin de financer leur installation. À la Flèche, un projet d’ouverture est confié à la mère de Marie Carpantier en 1834. La salle est fondée le 27 février 1834. Dans cette commune, l’installation semble très rudimentaire : il s’agit plus d’un lieu où l’on garde les enfants loin des intempéries et des mauvaises rencontres qu’un lieu d’éducation. Les activités proposées sont de courte durée afin de ne pas ennuyer et dégoûter les enfants : prière, instruction, travail manuel et récréation. Marie Carpantier participe à l’encadrement des enfants, tout en se formant à la Flèche puis au Mans. Elle commence comme simple surveillante. Le 20 décembre, elle est nommée à la direction de la salle d’asile. Âgée de dix-neuf ans seulement, elle est responsable d’une centaine d’enfants. Elle reçoit des conseils de Claude Pape, directeur de la salle d'asile du Mans, et de Jean-François Philippe de Neufbourg, un enseignant et un fouriériste, qui a connu son grand-père. Marie Carpantier, directrice, doit être présente de sept heures du matin en hiver et neuf heures en été jusqu’à huit heures du soir et elle doit enseigner les premiers principes : instruction religieuse, notions élémentaires de lecture, d’écriture, de calcul auxquelles s’ajoutent les chants, la couture et l’ouvrage manuel.
En 1839, Marie Carpantier tombe malade. Elle est épuisée par tout ce travail et par les responsabilités auxquelles elle doit faire face. Les familles la regrettent ainsi que l’inspecteur de l’instruction publique qui déclare : « on ne peut espérer retrouver plus facilement dans une directrice le rare mérite qui distinguait mademoiselle Carpantier ». Elle devient demoiselle de compagnie auprès d'une riche Fléchoise avec qui elle se lie d’amitié, et se consacre également à l'écriture. Puis elle reprend ses activités passées,.
Le 4 juillet 1842, on lui confie la direction de la principale salle d’asile du Mans. Mais Marie Carpantier n’aime pas la façon dont ces salles sont dirigées et n’apprécie pas la « méthode » prônée par Le Manuel des salles d’asile, qui à l’époque devait être suivi de manière très rigoureuse. Selon elle, « la méthode c’est la lettre morte. Il faut que l’instituteur apporte la couleur, le mouvement, l’à propos, l’avis ». Elle insiste sur l’importance de la « leçon de choses », qu’elle conçoit comme une approche de la connaissance avant tout sensible, faite de sensations et d’intuitions plus que de principes, permettant aux jeunes enfants d’ouvrir leur intelligence et de s’approprier le monde à travers le corps et son langage. Marie Carpantier reste au Mans pendant cinq ans,.

### Marie Pape-Carpantier, directrice et pédagogue
Dès 1845, Marie Carpantier propose de changer la salle d’asile en « école maternelle ». L’objectif, semblable à celui des salles d’asile, est de répondre aux curiosités de l’enfant, d’attirer son attention sur le monde. Le but premier n’est donc pas d’en faire de petits savants puisque l’on ne pratique que l’initiation : lecture, écriture… L’enfant a besoin de s’amuser et ce lieu répond parfaitement à cela. En 1846, elle publie Conseils sur la direction des salles d’asile (remarqué par le ministre de l'Instruction publique, l’académicien Narcisse-Achille de Salvandy). La révolution de 1848 éclate. Elle présente son projet au nouveau ministre de l'Instruction publique, Lazare Hippolyte Carnot, père du futur président de la République Sadi Carnot. La haute commission des études s’occupe de la réforme des salles d’asile. En effet, leur nom rappelle trop la misère et l’aumône. Il est remplacé par celui d’école maternelle. L’arrêté est signé le 28 avril 1848 par Carnot. Elle est nommée à Paris comme directrice de la « maison d’études » destinée aux futurs enseignants et directrices de maternelle. Marie Carpantier devient directrice de cette école normale maternelle à Paris, et le reste pendant 27 ans. En 1849, elle épouse le lieutenant de la Garde républicaine Léon Pape, fils de Claude Pape, l’ancien directeur de la salle d’asile du Mans,,, et prend le nom de Pape-Carpantier. Le couple a deux filles : Brigitte en 1853 et Madeleine en 1855.
Le terme d’école maternelle retombe dans l’oubli jusqu'à ce que Jules Ferry alors ministre de l’Instruction publique, et son chef de cabinet, Ferdinand Buisson, influencés par Pauline Kergomard l’imposent à nouveau. en 1881 dans les lois Jules Ferry.

### L’invention de la pédagogie pré-élémentaire

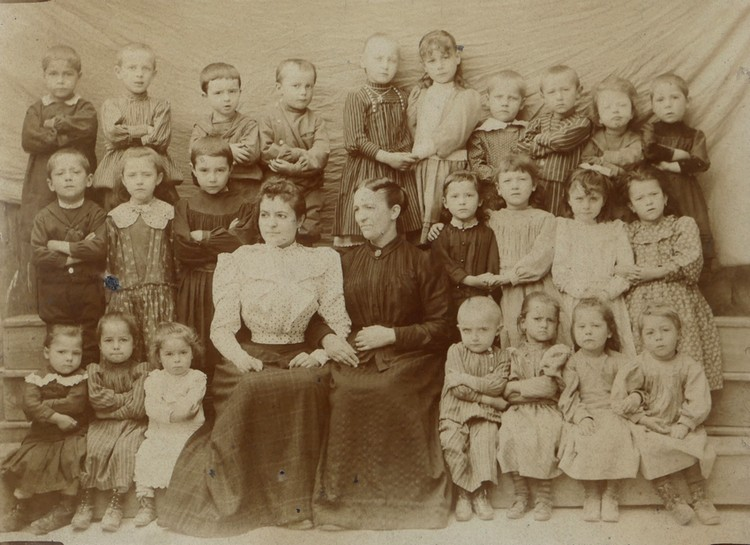
Marie Pape-Carpantier entourée d'enfants et accompagnée d'une de ses filles (?), vers 1872.

Sous le Second Empire, Marie Pape-Carpantier est inspectrice des salles d’asile placées sous la protection de l’impératrice Eugénie. En 1861, elle dirige le cours pratique et forme donc les enseignantes, qui, d’après les derniers textes, devront peu enseigner. Par la suite, elle se consacre à l’éducation des filles. Mais le sujet s'avère d’une grande complexité. Par le biais de ses livres, Marie Pape-Carpantier fait un plaidoyer, afin que ceux qui ont le pouvoir se soucient de l’instruction des femmes pour enfin leur faire la place dont elles sont dignes. Elle est alors considérée comme une féministe notamment à cause de la rédaction de sept articles sur la question des femmes, « une question de justice et de bien être, intéressant la société et l’humanité ».
Ses travaux sur les salles d'asile sont récompensés à Londres lors de la troisième Exposition universelle de 1862.
Sa réputation atteint son apogée le jour où elle s’exprime dans l’enceinte de la Sorbonne en 1867. Elle doit présenter la méthode des salles d’asile et prononce cinq conférences du 21 août au 19 septembre. Marie Pape-Carpantier sait de quoi elle parle et si le ministre lui a confié le soin de parler des jeunes enfants c’est parce que « une femme, une mère, une doyenne des salles d’asile, trouverait auprès des instituteurs le crédit que donnent la pratique et l’expérience ». Ainsi est reconnue par le ministre Victor Duruy, la valeur de la directrice du Cours pratique.
Les réformes pédagogiques voient leur diffusion facilitée grâce aux conférences que Marie Pape-Carpantier prononce.
Sous la présidence de Mac-Mahon en 1874, sous le ministère Cumont, Marie Pape-Carpantier est dépossédée de sa fonction d'enseignante aux cours pratiques, mais réhabilitée quelques mois plus tard. Elle meurt épuisée et affaiblie, le 31 juillet 1878 à neuf heures du matin dans sa maison de Villiers-le-Bel.
Dans ses dernières volontés, elle lègue ses livres aux écoles. Veuve, elle meurt en 1878 à Villiers-le-Bel et est inhumée deux jours plus tard au cimetière du Montparnasse (12e division).

## Postérité
Beaucoup d’écoles maternelles portent son nom ainsi qu'une rue de Paris, dans le 6e arrondissement.

## Œuvres
Selon Colette Cosnier : « Dans ses premiers écrits, la sincérité de l’inspiration compense la maladresse de l’expression et on voit les premiers pas encore chancelants d’une poète : ses vers ne sont ni meilleurs, ni pires que beaucoup de ceux qu’on écrit, qu’on publie, qu’on déclame, qu’on applaudit vers 1830… » La question que beaucoup se posent, c’est comment, alors qu’elle a quitté l’école à onze ans en sachant uniquement lire, écrire et compter, elle a pu acquérir ce goût.
Marie Pape-Carpantier rejoint dans ses écrits les romantiques : elle parle du malheur des femmes, de la mélancolie de la mal mariée, de la tristesse d’une vie gâchée et de la condition féminine. À La Flèche, elle est appelée « la jeune muse » en ce qu’elle chante son pays natal avec émotion. Bon nombre de ses poèmes sont publiés dans les journaux locaux tels que l’Écho du Loir[réf. nécessaire].

### Poèmes
- Ode à la gloire : elle compose ce poème alors qu’elle n’a que quatorze ans.
- Préludes, poésies : elle publie en 1841 chez Perrotin éditeur à Paris, ce recueil de 220 pages sous le nom de Marie CARPANTIER. (Préface d'Amable Tastu).

Figure une dédicace : « ce livre est la première, la seule richesse que je possède en ce monde ; QU'ELLE me laisse le lui offrir, CELLE qui a délivré mon âme de ces douloureuses préoccupations, en répandant la sécurité pour l'avenir, et la douce quiétude du présent sur les vieux jours de ma mère bien-aimée. »
- Conseils sur la direction des salles d’asile : 1846.Dans cet ouvrage, certain chapitres lui ont été inspirés par les humiliations de son enfance. Il se compose de 180 pages. Le 20 juin 1845, son ouvrage reçoit l’approbation ecclésiastique de l'évêque du Mans et il l’autorise pour les salles d’asile du diocèse. Mais cet ouvrage va dépasser les frontières et s’étendre au royaume. À partir du 19 juin 1846, il est autorisé dans les écoles et salles d’asile. Avec ses conseils, Marie sera couronnée par l’Académie française et par la société d’enseignement élémentaire.
- Méthode d’enseignement et d’éducation et exercice : octobre 1847.C’est le second ouvrage de Marie Pape-Carpantier et son but est le développement moral, fraternel et religieux dans l’âme des enfants en vue des hommes futurs qu’ils vont devenir.
- L’Histoire d’un grain de sable (modération dans le désir. Sage lenteur de la providence).Le but de cet ouvrage est d'enseigner la patience. C’est le premier récit pour enfant écrit par Marie Pape-Carpantier.
- L’Enseignement pratique dans les écoles maternelles, février 1849.
- L’Économiste français, 1859.Cet ouvrage fait l’historique des salles d’asile.
- Histoires et leçons de choses pour les enfants, 1858.Dans la préface de cet ouvrage Marie revient sur les reproches que l’on lui a faits.
- Géométrie naturelle, 1861
- Le Secret des grains de sable, 1863.Écrit pour enseigner aux jeunes filles le dessin linéaire. Il est composé d’une centaine de pages où sont dessinées des figures géométriques.
- Les Petites Lectures variées pour les enfants des deux sexes, 1863.Recueil destiné à l’enfance, livre de lecture mais aussi de morale, d’instruction civique.
- Zoologie des écoles, des salles d’asile et des familles, 1872.Dans ces ouvrages, Marie applique le concept d' « enseignement par les yeux », qui est encore plus évident dans les divers albums illustrés qu'elle a aussi publiés, ouvrages de luxe assez différents par leur esprit des petits volumes précédents. Deux exemples :
- Les Animaux sauvages (1869) et Les Animaux domestiques, 1872.Grands albums oblongs, illustrés chacun de 12 chromolithographies, d'un prix élevé et destinés plus spécialement aux rejetons de la bourgeoisie.

## Autres sources